# Monument à Bernardin de Saint-Pierre
Le monument à Bernardin de Saint-Pierre est un monument dans le Jardin des Plantes de Paris, en France. Créé en 1906-1907, il honore Jacques-Henri Bernardin de Saint-Pierre, naturaliste qui fut le surintendant du jardin royal dans les années 1790 et qui est par ailleurs connu comme l'auteur du roman Paul et Virginie, un classique de la littérature française. Il est constitué d'une statue en bronze due à Louis Holweck représentant l'homme de lettres assis sur un tabouret. Cette sculpture est elle-même installée sur un piédestal conçu par l'architecte Victor-Auguste Blavette et qu'agrémente un haut-relief en bronze figurant Paul, Virginie et leur chien Fidèle.